# Hans Gillhaus
Johannes Paulus „Hans” Gillhaus (ur. 5 listopada 1963 w Helmond) – holenderski piłkarz, grający na pozycji lewego skrzydłowego lub napastnika. Z reprezentacją Holandii, w której barwach rozegrał 9 meczów, brał udział w finałach mistrzostw świata 1990. Karierę rozpoczął w FC Den Bosch, a następnie był zawodnikiem PSV Eindhoven, z którym czterokrotnie zdobył mistrzostwo kraju oraz – w 1988 roku – Puchar Mistrzów, a także w latach 1989–1992 szkockiego Aberdeen F.C. Po Aberdeen występował w SBV Vitesse, a następnie w japońskiej Gambie Osaka. W 1997 wrócił do Holandii i grał w AZ Alkmaar. W 1998 roku był zawodnikiem fińskiego FF Jaro, a karierę kończył w FC Den Bosch w 1999 roku.
Obecnie Gillhaus jest członkiem sztabu szkoleniowego Chelsea F.C., odpowiedzialnym za wyszukiwanie młodych talentów.

## Sukcesy piłkarskie
- mistrzostwo Holandii 1986, 1987, 1988 i 1989, Puchar Holandii 1988 i 1989 oraz Puchar Mistrzów 1988 z PSV Eindhoven
- Puchar Szkocji 1990 z Aberdeen FC

W reprezentacji Holandii od 1987 do 1991 roku rozegrał 9 meczów i strzelił 2 gole – uczestnik mistrzostw świata 1990 (1/8 finału).